# Grande Prêmio do Japão de 2016
Grande Prêmio do Japão de 2016 (formalmente denominado 2016 Formula 1 Emirates Japanese Grand Prix) foi a decima sétima etapa da temporada de 2016 da Fórmula 1. Foi disputado no dia 9 de outubro de 2016 no Circuito de Suzuka, Suzuka, Japão.
Com a vitória de Nico Rosberg e tendo Lewis Hamilton no pódio (3º), a equipe Mercedes é Tricampeã do Mundial de Construtores.

## Relatório

### Antecedentes
Sauber e o Motor Ferrari de 2016 para Temporada 2017
Não é uma notícia nova, mas agora foi oficializada pela diretora geral da Sauber, Monisha Kaltenborn, em Suzuka, onde está sendo disputado o GP do Japão, 17º do calendário: sua equipe vai disputar a próxima temporada com a unidade motriz Ferrari deste ano, a última versão que estreou no GP da Itália, dia 4 de setembro, a que tem os 32 tokens, ou áreas de desenvolvimento, permitidos pelo regulamento. Kaltenborn definiu a escolha como “estratégica”.
A nova unidade motriz da Ferrari está em fase de projeto e experimentos no banco de provas, em Maranello. Não tem as importantes restrições de desenvolvimento dos três anos anteriores. As regras de 2017 dão grandes liberdades. A nova unidade está sendo concebida e construída a partir do imenso conhecimento adquirido desde a introdução da tecnologia híbrida na F1, em 2014. Estará nos carros da própria escuderia italiana e da Haas F1.

### Treino Classificatório
Q1
Com um tempo feio e imprevisível, os pilotos partiram para a pista assim que o cronômetro começou a girar. Rosberg começou a sessão sendo mais veloz, apesar de não ter feito uma volta limpa, e anotou com 1m31s858, chegando pela primeira vez na casa do 1m31 no fim de semana. E o piloto sequer calçou os pneus macios, fez esse tempo de médios. Mas a Ferrari pensou diferente, calçou os macios em seus pilotos e viu eles superarem as Mercedes, com Vettel (1m31659) em primeiro e Raikkonen (1m31s858) em segundo. Nico e Lewis vieram logo atrás, em terceiro e quarto, respectivamente. Felipe Massa avançou em 10º para o Q2.
O Q1 marcou a eliminação de Felipe Nasr. Ele chegou a figurar nos segundos finais na 16ª posição, que lhe daria a última vaga ao Q2, mas foi empurrado para a zona de corte, assim como seu companheiro Marcus Ericsson. O brasileiro terminou em 20º, logo atrás do sueco.
Eliminados: Jenson Button (McLaren), Kevin Magnussen (Renault), Marcus Ericsson (Sauber), Felipe Nasr (Sauber), Esteban Ocon (Manor) e Pascal Wehrlein (Manor).
Q2
Assim como no Q1, foram as Mercedes que partiram para a pista primeiro. E foi novamente Rosberg quem começou arrasador. Desta vez de pneus macios, o alemão jogou o tempo para casa de 1m30 pela primeira vez, ao anotar 1m30s714. Novamente, a Hamilton restou tentar em vão seguir o companheiro, mas o britânico ficou a 0s415. E se a Ferrari conseguiu desbancar a rival na primeira parte do treino, na segunda a escuderia italiana teve de se contentar com o posto de coadjuvante, com Vettel em terceiro (1m31s227) e Kimi, em quarto (1m31s406). Felipe Massa, assim como seu companheiro Bottas, foram eliminados e não avançaram ao Q3.
Eliminados: Valtteri Bottas (Williams), Felipe Massa (Williams), Daniil Kvyat (STR), Carlos Sainz Jr. (STR), Fernando Alonso (McLaren) e Jolyon Palmer (Renault).
Q3
Sofrendo para acompanhar o companheiro durante todo o fim de semana, Hamilton abriu o Q3 com uma volta muito boa, superando Rosberg nos instantes iniciais. Só que os pilotos ainda tinham uma saída dos boxes, e o alemão não falhou na hora em que mais precisava. Voou para cravar 1m30s647 e conquistar a terceira pole em Suzuka. O britânico ainda tentou uma nova volta para superar o companheiro, mas com a marca de 1m30s660, teve de se contentar com a segunda colocação. A RBR, que muitos acreditavam ameaçar a Mercedes no Japão, acabou sendo superada pela Ferrari, mas com uma pequena diferença. Do terceiro (Kimi) ao sexto (Ricciardo), a distância foi de apenas 0s291.
Resultado: Nico Rosberg (Mercedes), Lewis Hamilton (Mercedes), Kimi Raikkonen (Ferrari), Sebastian Vettel (Ferrari), Max Verstappen (RBR), Daniel Ricciardo (RBR), Sergio Pérez (Force India), Romain Grosjean (Haas), Nico Hulkenberg (Force India) e Esteban Gutiérrez (Haas).

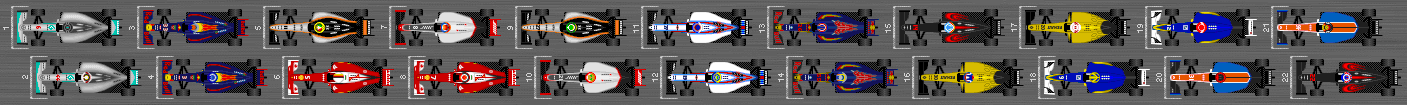
Grid de Largada

### Corrida
Rosberg largou bem e manteve a ponta, mas Hamilton partiu muito mal, perdeu seis colocações e caiu para a oitavo. Verstappen, que havia saído do terceiro lugar, rapidamente, pulou para segundo, enquanto Pérez assumiu a terceira colocação. Punido e largando em sexto, Vettel também largou bem para assumir o quarto lugar.
Rosberg completou a primeira volta na ponta, com Verstappen em seu encalço. Pérez cruzou a linha em terceiro, com Vettel, em quarto, embutido, trazendo consigo Daniel Ricciardo em quinto.
Vettel superou Pérez para assumir a terceira posição, e foi atrás de Max Verstappen. Enquanto isso, Ricciardo se aproximava do mexicano da Force India. Depois de ter largado em 12º, Massa cruzou a sexta volta em 14º. Felipe Nasr, no entanto, manteve a mesma posição de largada, em 19º. Lewis Hamilton abriu a asa na reta principal para ultrapassar Nico Hulkenberg, conquistando a sétima colocação. A essa altura da prova, Rosberg já havia aberto 5s para o segundo colocado, Max Verstappen. A diferença para Hamilton era de 16s e crescia a cada volta. Pérez, em quarto, começou a segurar o pelotão intermediário, formado por Ricciardo, Raikkonen e Hamilton pressionando para ultrapassar Verstappen, o segundo, e Ricciardo, o quarto, entraram nos boxes. A dupla da RBR foi a primeira a realizar a troca de pneus, e ambos saíram com os compostos duros (laranja). Verstappen retornou em sétimo, mas Ricciardo voltou na 13ª colocação. Com as paradas, Pérez passou a ser terceiro, com Kimi em quarto e Hamilton em quinto. Rosberg parou, colocou os pneus duros e retorna na segunda colocação, atrás de Hamilton. Pérez e Kimi também pararam, e voltaram em 10º e 11º, respectivamente. Ricciardo ultrapassa Pérez e pula para oitava colocação.  Hamilton faz sua primeira parada e ainda consegue volta à frente de Kimi e Pérez, que estavam na frente dele antes de parar nos boxes. Enquanto isso, o finlandês abre a asa móvel para superar o mexicano da Force India. Hamilton colocou de lado antes da 130R, a curva mais rápida da temporada, e passou Ricciardo para assumir a 6ª colocação. Sem perder tempo, o britânico aproveitou para ultrapassar Felipe Massa e assumir a quinta colocação. Ricciardo aproveitou o embalo e superou Massa também. Hamilton superou a segunda Williams, de Valtteri Bottas, e pulou para quarto. Kimi Raikkonen superou Felipe Massa e assumiu a sétima colocação. Sergio Pérez ultrapassou Massa e assumiu o oitavo lugar. Enquanto isso, trouxe Hulkenberg junto, que começou a pressionar o brasileiro na briga pelo nono lugar. Raikkonen botou de lado a 341 km/h para ultrapassar o compatriota Valtteri Bottas e assumir a 6ª colocação. Enquanto isso, a Force India de Hulkenberg superou Massa pela nona colocação.
Pérez também superou Bottas, assumindo o sétimo lugar. Enquanto isso, Rosberg anotou a volta mais rápida, com 1m36s753, aumentando a vantagem para 4s2 sobre Verstappen. Hulkenberg fez ultrapassagem linda sobre Bottas na chicane. No mesmo lugar, Gutiérrez rodou sozinho, mas por sorte não bateu em ninguém.
Nasr, que largou em 19º a essa altura ocupava a 15ª posição. Hamilton começou a virar tempos na casa de 1m36s, mas a diferença para Vettel nesse momento era de 7s. Enquanto isso, Felipe Massa finalmente entrou nos boxes após 25 voltas. O brasileiro retornou em 18º, calçado com pneus duros. Com isso, Nasr passou para a 14ª colocação Alonso superou Nasr, que caiu para 15º. Contudo, o brasileiro parou nos boxes e retornou na última colocação. Kimi Raikkonen fez sua segunda parada e voltou em oitavo. Felipe Massa colocou de lado para passar Carlos Sainz, mas o espanhol não deixou barato e fechou a porta para o brasileiro. Felipe tentou de novo no final da volta e dessa vez conseguiu a ultrapassagem, assumindo o 10º lugar. Verstappen fez seu segundo pitstop e retornou em quarto. Rosbeg também fez sua segunda parada. O Alemão calçou os compostos duros e voltou em terceiro, atrás de Vettel, o líder, e Hamilton, o segundo. Ricciardo fez sua segunda parada e retornou em sexto, com pneus duros. O australiano perdeu tempo com um roda presa, totalizando 5s1 de pitstop.
Depois de 20 voltas com o mesmo jogo de pneus, Hamilton fez seu segundo pitstop, retornando também com pneus duros. O britânico voltou à frente de Raikkonen, na quarta colocação. Depois de 22 voltas com pneus duros, Vettel parou, trocou pelos macios e retornou logo atrás de Hamilton, na quarta colocação. Mesmo de pneus macios, contra os duros de Hamilton, Vettel conseguia se aproximar, mas não passar. Principalmente nas retas, quando o piloto da mercedes abria ainda mais. Pelo rádio, reclamou com a equipe que não tinha o que fazer. A 12 voltas do fim, tanto Vettel quanto Verstappen reclamaram muito dos retardatários que não abriam, mesmo diante das bandeiras azuis.
Por ter ficado atrás dos retardatários, Verstappen viu seu pneu perder temperatura e aderência. Como consequência, a diferença de Hamilton para ele diminuiu consideravelmente, ficando em 1s. Apesar da diferença de 0s5, Hamilton não conseguiu ultrapassar Verstappen. Ele chegou, mas o holandês conseguiu escapar na reta principal. Na segunda tentativa, o britânico foi atrapalhado por Palmer e viu Max fugir novamente.
Hamilton colou mais uma vez no menino Verstappen e tentou ultrapassar na chicane, mas Verstappen não abriu a porta e o britânico passou direto da curva, precisando usar a área de escape. Rosberg manteve a distância sempre em torno de 5s para Verstappen para vencer o GP do Japão. Verstappen segurou Hamilton e conquistou o segundo lugar. O britânico da Mercedes, apesar de largar em oitavo, conseguiu ótima prova de recuperação e completou o pódio.

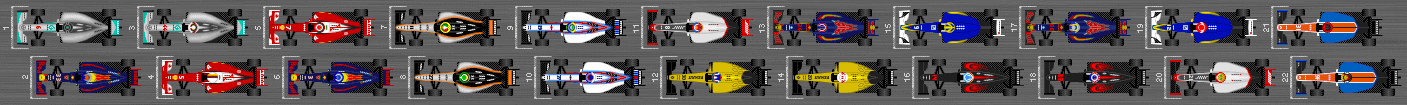
Resultado da Corrida

## Pneus
| Nome do composto | Cor | Banda de rolamento | Condições de condução | Dry Type*                          | Aderência       | Longevidade  |
| ---------------- | --- | ------------------ | --------------------- | ---------------------------------- | --------------- | ------------ |
| Macio            |     | Slick (P Zero™)    | Seco                  | Soft                               | Médio           | Médio        |
| Médio            |     | Slick (P Zero™)    | Seco                  | Medium                             | Médio           | Médio        |
| Duro             |     | Slick (P Zero™)    | Seco                  | Hard                               | Menos Aderência | Mais Durável |
| Intermediário    |     | Sulcos (Cinturato) | Molhado               | Intermediate (água não estagnante) | —               | —            |
| Chuva            |     | Sulcos (Cinturato) | Molhado               | Wet (água estagnante)              | —               | —            |

## Resultados

### Treino Classificatório
| Pos.                     | Nº | Piloto            | Construtor           | Q1       | Q2       | Q3       | Grid |
| ------------------------ | -- | ----------------- | -------------------- | -------- | -------- | -------- | ---- |
| 1                        | 6  | Nico Rosberg      | Mercedes             | 1:31.858 | 1:30.714 | 1:30.647 | 1    |
| 2                        | 44 | Lewis Hamilton    | Mercedes             | 1:32.218 | 1:31.129 | 1:30.660 | 2    |
| 3                        | 7  | Kimi Raikkonen    | Ferrari              | 1:31.674 | 1:31.406 | 1:30.949 | 8 3  |
| 4                        | 5  | Sebastian Vettel  | Ferrari              | 1:31.659 | 1:31.227 | 1:31.028 | 6 1  |
| 5                        | 33 | Max Verstappen    | Red Bull-TAG Heuer   | 1:32.487 | 1:31.489 | 1:31.178 | 3    |
| 6                        | 3  | Daniel Ricciardo  | Red Bull-TAG Heuer   | 1:32.538 | 1:31.719 | 1:31.240 | 4    |
| 7                        | 11 | Sergio Pérez      | Force India-Mercedes | 1:32.682 | 1:32.237 | 1:31.961 | 5    |
| 8                        | 8  | Romain Grosjean   | Haas-Ferrari         | 1:32.458 | 1:32.176 | 1:31.961 | 7    |
| 9                        | 27 | Nico Hulkenberg   | Force India-Mercedes | 1:32.448 | 1:32.200 | 1:32.142 | 9    |
| 10                       | 21 | Esteban Gutierrez | Haas-Ferrari         | 1:32.620 | 1:32.155 | 1:32.547 | 10   |
| 11                       | 77 | Valtteri Bottas   | Williams-Mercedes    | 1:32.383 | 1:32.315 | —        | 11   |
| 12                       | 19 | Felipe Massa      | Williams-Mercedes    | 1:32.562 | 1:32.380 | —        | 12   |
| 13                       | 26 | Daniil Kvyat      | Toro Rosso-Ferrari   | 1:32.645 | 1:32.623 | —        | 13   |
| 14                       | 55 | Carlos Sainz Jr.  | Toro Rosso-Ferrari   | 1:32.789 | 1:32.685 | —        | 14   |
| 15                       | 14 | Fernando Alonso   | McLaren-Honda        | 1:32.819 | 1:32.689 | —        | 15   |
| 16                       | 30 | Jolyon Palmer     | Renault              | 1:32.796 | 1:32.807 | —        | 16   |
| 17                       | 22 | Jenson Button     | McLaren-Honda        | 1:32.851 | —        | —        | 22 4 |
| 18                       | 20 | Kevin Magnussen   | Renault              | 1:33.023 | —        | —        | 17   |
| 19                       | 9  | Marcus Ericsson   | Sauber-Ferrari       | 1:33.222 | —        | —        | 18   |
| 20                       | 12 | Felipe Nasr       | Sauber-Ferrari       | 1:33.332 | —        | —        | 19   |
| 21                       | 31 | Esteban Ocon      | MRT-Mercedes         | 1:33.353 | —        | —        | 20   |
| 22                       | 94 | Pascal Wehrlein   | MRT-Mercedes         | 1:33.561 | —        | —        | 21 2 |
| Tempo dos 107%: 1:38.075 |    |                   |                      |          |          |          |      |
| Fonte:                   |    |                   |                      |          |          |          |      |

Nota
↑1  - Sebastian Vettel (Ferrari) perdera 3 posições do grid por causa a batida com Nico Rosberg (Mercedes) na corrida anterior.
↑2  - Pascal Wehrlein (MRT) perdera 5 posições do grid por mudar a caixa de câmbio que não estava programada.
↑3  - Kimi Raikkonen (Ferrari) perdera 5 posições do grid por mudar a caixa de câmbio que não estava programada.
↑4  - Jenson Button (McLaren) perdera 35 posições do grid por mudar os elementos da unidade de potência que não estava programada.

### Corrida
| Pos.   | Nu. | Piloto            | Construtor           | Voltas | Tempo/Retirado | Grid | Pontos |
| ------ | --- | ----------------- | -------------------- | ------ | -------------- | ---- | ------ |
| 1      | 6   | Nico Rosberg      | Mercedes             | 53     | 1:26:43.333    | 1    | 25     |
| 2      | 33  | Max Verstappen    | Red Bull-TAG Heuer   | 53     | +4.978         | 3    | 18     |
| 3      | 44  | Lewis Hamilton    | Mercedes             | 53     | +5.776         | 2    | 15     |
| 4      | 5   | Sebastian Vettel  | Ferrari              | 53     | +20.269        | 6    | 12     |
| 5      | 7   | Kimi Raikkonen    | Ferrari              | 53     | +28.370        | 8    | 10     |
| 6      | 3   | Daniel Ricciardo  | Red Bull-TAG Heuer   | 53     | +33.941        | 4    | 8      |
| 7      | 27  | Nico Hulkenberg   | Force India-Mercedes | 53     | +57.495        | 9    | 6      |
| 8      | 11  | Sergio Pérez      | Force India-Mercedes | 53     | +59.177        | 5    | 4      |
| 9      | 19  | Felipe Massa      | Williams-Mercedes    | 53     | +1:37.763      | 12   | 2      |
| 10     | 77  | Valtteri Bottas   | Williams-Mercedes    | 53     | +1:38.323      | 11   | 1      |
| 11     | 8   | Romain Grosjean   | Haas-Ferrari         | 53     | +1:39.254      | 7    |        |
| 12     | 30  | Jolyon Palmer     | Renault              | 52     | +1 Volta       | 16   |        |
| 13     | 26  | Daniil Kvyat      | Toro Rosso-Ferrari   | 52     | +1 Volta       | 13   |        |
| 14     | 20  | Kevin Magnussen   | Renault              | 52     | +1 Volta       | 17   |        |
| 15     | 9   | Marcus Ericsson   | Sauber-Ferrari       | 52     | +1 Volta       | 18   |        |
| 16     | 14  | Fernando Alonso   | McLaren-Honda        | 52     | +1 Volta       | 15   |        |
| 17     | 55  | Carlos Sainz Jr.  | Toro Rosso-Ferrari   | 52     | +1 Volta       | 14   |        |
| 18     | 22  | Jenson Button     | McLaren-Honda        | 52     | +1 Volta       | 22   |        |
| 19     | 12  | Felipe Nasr       | Sauber-Ferrari       | 52     | +1 Volta       | 19   |        |
| 20     | 21  | Esteban Gutierrez | Haas-Ferrari         | 52     | +1 Volta       | 10   |        |
| 21     | 31  | Esteban Ocon      | MRT-Mercedes         | 52     | +1 Volta       | 20   |        |
| 22     | 94  | Pascal Wehrlein   | MRT-Mercedes         | 52     | +1 Volta       | 21   |        |
| Fonte: |     |                   |                      |        |                |      |        |

## Curiosidade
- Commons

- Foi a última vitória de Nico Rosberg.
- Lewis Hamilton conquistou o 100ºpódio na Fórmula 1 e se se tornou o terceiro piloto a alcançar 100 pódios na Fórmula 1 e se juntar ao lado de Alain Prost e Michael Schumacher.
- Sexta corrida na história que não houve abandonos, o segundo na temporada desde o GP da China.

## Tabela do campeonato após a corrida
Somente as cinco primeiras posições estão incluídas nas tabelas.
| Pos | Piloto           | Pontos | Var |
| --- | ---------------- | ------ | --- |
| 1   | Nico Rosberg     | 313    | 0   |
| 2   | Lewis Hamilton   | 280    | 0   |
| 3   | Daniel Ricciardo | 212    | 0   |
| 4   | Kimi Raikkonen   | 170    | 0   |
| 5   | Max Verstappen   | 165    | 1   |

| Pos | Construtor           | Pontos | Var |
| --- | -------------------- | ------ | --- |
| 1   | Mercedes             | 593    | 0   |
| 2   | Red Bull-TAG Heuer   | 385    | 0   |
| 3   | Ferrari              | 335    | 0   |
| 4   | Force India-Mercedes | 134    | 0   |
| 5   | Williams-Mercedes    | 124    | 0   |

|  |         |
|  | Campeão |